# Йозеф Якверт
Йозеф Якверт (нім. Josef Jakwert; 22 липня 1914, Крікау — 21 жовтня 2003, Кульмбах) — німецький офіцер, оберлейтенант вермахту. Кавалер Лицарського хреста залізного хреста з дубовим листям.

## Біографія
В 1936/38 роках проходив строкову службу в піхоті. 27 серпня 1919 року призваний в армію і в складі 76-ї піхотної дивізії взяв участь у Французькій кампанії та Німецько-радянській війні. Був важко поранений у боях в Сталінграді і евакуйований в Німеччину. З жовтня 1943 року — командир взводу 361-ї протитанкової роти. В боях під Бродами знищив 7 радянських танків. З 1 жовтня 1944 року — командир взводу 2-ї роти 1562-го протитанкового дивізіону. Відзначився у боях на Нареві (кінець 1944) і в Східній Пруссії (1945), в тому числі під Кенігсбергом. У чих боях Якверт був тричі поранений, а пісзя одужання зарахований в танкове училище в Міловіце. Всього за час бойових дій знищив 51 ворожий танк.

## Нагороди
- Залізний хрест
  - 2-го класу (28 червня 1940)
  - 1-го класу (12 березня 1942)
- Нагрудний знак «За поранення» в сріблі
- Нагрудний знак «За танкову атаку» в сріблі
- Медаль «За зимову кампанію на Сході 1941/42»
- Лицарський хрест Залізного хреста з дубовим листям
  - лицарський хрест (14 травня 1944)
  - дубове листя (№752; 24 лютого 1945)
- Нагрудний знак ближнього бою в бронзі